# Natació als Jocs Olímpics d'Estiu de 1928 - 100 metres lliures femenins
Els 100 metres lliures femenins va ser una de les onze proves de natació que es disputaren als Jocs Olímpics d'Amsterdam de 1928. La competició es disputà entre el 10 i l'11 d'agost de 1928. Hi van prendre part 24 nedadores procedents d'11 països.

## Medallistes
| Or                     | Plata                 | Bronze             |
| Albina Osipowich (USA) | Eleanor Garatti (USA) | Joyce Cooper (GBR) |

## Rècords
Aquests eren els rècords del món i olímpic que hi havia abans de la celebració dels Jocs Olímpics de 1928.
| Rècord del Món | 1:10.0 | Ethel Lackie       | Toledo (USA) | 28 de gener de 1926  |
| Rècord Olímpic | 1:12.2 | Mariechen Wehselau | París (FRA)  | 15 de juliol de 1924 |

En la primera semifinalAlbina Osipowich igualà el rècord olímpic amb un temps de 1' 12.2". En la segona semifinal Eleanor Garatti millorà aquest rècord i el deixà en 1' 11.4". En la final Albina Osipowich tornà a millorar el rècord olímpic amb un temps de 1' 11.0".

## Resultats

### Sèries
Les dues nedadores més ràpides de cada sèrie i la millor tercera passaren a semifinals.
Sèrie 1
| Pos. | Nedadora             | Temps  | Qual. |
| ---- | -------------------- | ------ | ----- |
| 1    | Jean McDowell (GBR)  | 1:14.0 | Q     |
| 2    | Susan Laird (USA)    | 1:14.2 | Q     |
| 3    | Maria Vierdag (NED)  | 1:14.4 | q     |
| 4    | Reni Erkens (GER)    | 1:15.0 |       |
| 5    | Rhoda Rennie (RSA)   |        |       |
| 6    | Claire Horrent (FRA) |        |       |

Sèrie 2
| Pos. | Nedadora                | Temps  | Qual. |
| ---- | ----------------------- | ------ | ----- |
| 1    | Agnete Olsen (DEN)      | 1:15.8 | Q     |
| 2    | Ena Stockley (NZL)      | 1:16.4 | Q     |
| 3    | Zus Engelenberg (RSA)   | 1:22.6 |       |
| 4    | Edna Davey (AUS)        |        |       |
| 5    | Marguerite Ledoux (FRA) |        |       |

Sèrie 3
| Pos. | Nedadora              | Temps  | Qual. |
| ---- | --------------------- | ------ | ----- |
| 1    | Eleanor Garatti (USA) | 1:14.8 | Q     |
| 2    | Iris Tanner (GBR)     | 1:26.4 | Q     |

Sèrie 4
| Pos. | Nedadora               | Temps  | Qual. |
| ---- | ---------------------- | ------ | ----- |
| 1    | Albina Osipowich (USA) | 1:12.4 | Q     |
| 2    | Kathleen Miller (NZL)  | 1:17.2 | Q     |
| 3    | Margit Sipos (HUN)     | 1:18.8 |       |

Sèrie 5
| Pos. | Nedadora                  | Temps  | Qual. |
| ---- | ------------------------- | ------ | ----- |
| 1    | Kathleen Russell (RSA)    | 1:15.4 | Q     |
| 2    | Sarolta Stieber (HUN)     | 1:22.2 | Q     |
| 3    | Marguerite Dockrell (IRL) | 1:31.6 |       |

Sèrie 6
| Pos. | Nedadora                | Temps  | Qual. |
| ---- | ----------------------- | ------ | ----- |
| 1    | Charlotte Lehmann (GER) | 1:15.6 | Q     |
| 2    | Joyce Cooper (GBR)      | 1:16.8 | Q     |
| 3    | Bonnie Mealing (AUS)    | 1:20.6 |       |
| 4    | Gerda Bredgaard (DEN)   |        |       |
| 5    | Anne Dupire (FRA)       |        |       |

### Semifinals
Les tres nedadores més ràpides de cada semifinal passaren a la final.
Semifinal 1
| Pos. | Nedadora               | Temps  | Qual. |
| ---- | ---------------------- | ------ | ----- |
| 1    | Albina Osipowich (USA) | 1:12.2 | Q =OR |
| 2    | Susan Laird (USA)      | 1:13.8 | Q     |
| 3    | Joyce Cooper (GBR)     | 1:14.0 | Q     |
| 4    | Iris Tanner (GBR)      |        |       |
| 5    | Ena Stockley (NZL)     |        |       |
| 6    | Agnete Olsen (DEN)     |        |       |
| —    | Sarolta Stieber (HUN)  | DNF    |       |

Semifinal 2
| Pos. | Nedadora                | Temps  | Qual. |
| ---- | ----------------------- | ------ | ----- |
| 1    | Eleanor Garatti (USA)   | 1:11.4 | Q OR  |
| 2    | Jean McDowell (GBR)     | 1:15.6 | Q     |
| 3    | Charlotte Lehmann (GER) | 1:15.8 | Q     |
| 4    | Kathleen Russell (RSA)  |        |       |
| 5    | Maria Vierdag (NED)     |        |       |
| 6    | Kathleen Miller (NZL)   |        |       |

### Final
Es disputà l'11 d'agost de 1928.
| Place | Swimmer                 | Time      |
| ----- | ----------------------- | --------- |
| 1     | Albina Osipowich (USA)  | 1:11.0 OR |
| 2     | Eleanor Garatti (USA)   | 1:11.4    |
| 3     | Joyce Cooper (GBR)      | 1:13.6    |
| 4     | Jean McDowell (GBR)     | 1:13.8    |
| 5     | Susan Laird (USA)       | 1:14.6    |
| 6     | Charlotte Lehmann (GER) | 1:15.2    |